# Campodorus nematicida
Campodorus nematicida är en stekelart som först beskrevs av Horstmann 1984.  Campodorus nematicida ingår i släktet Campodorus och familjen brokparasitsteklar. Inga underarter finns listade.